# Neritos chrysozona
Neritos chrysozona là một loài bướm đêm thuộc phân họ Arctiinae, họ Erebidae.